# Мореходные классы
Морехо́дные классы (мореходки) — учебные заведения в Российской империи, готовившие моряков для коммерческого флота.
В начале 1860-х в Российской империи существовало шесть учебных заведений, которые готовили моряков для коммерческого флота: Кронштадтская рота торгового мореплавания (1786), Херсонское училище торгового мореплавания (1834), шкиперские курсы в Архангельске (1842) и в Кеми (1842), частное навигационное училище в Риге (1843), навигационные курсы в Либаве (1861). Первые частные двухгодичные мореходные классы для моряков открылись в России в местечке Гайнаж под Ригой в декабре 1864 года, по инициативе Х. М. Вальдемара — одного из вдохновителей и организаторов Императорского общества для содействия русскому торговому мореходству. Массово классы стали открываться с 1869 года.
27 июня 1867 года были утверждены Положение о мореходных классах, разработанные Министерством финансов, и «Правила о порядке признания шкиперов и штурманов в сих званиях», «Правила для производства испытаний на звание шкипера и штурмана». Согласно положению, морские классы могли открываться в любом приморском населённом пункте. В 1881 году мореходные классы были переданы в ведение Министерства народного просвещения, а в ноябре 1897 — Министерству финансов.

## Обучение
Твёрдо-постоянных сроков обучения в мореходных классах не устанавливалось, но диплом курсанты получали не ранее 21 года. Шкиперу и штурману давался бессрочный паспорт, они освобождались от военной повинности и подушного налога на всё время службы в торговом флоте до 60-летнего возраста. Оставлявшие службу раньше лишались таких привилегий. Обучение в классах было бесплатное с предоставлением ежегодного пособия. Все мореходки делились на три разряда: I-й — низший, II-й и III-й — высший, в соответствии с которыми устанавливались и судоводительские звания: штурман каботажного плавания; шкипер каботажного плавания или штурман дальнего плавания; шкипер дальнего плавания. На 1895 год всех училищ насчитывалось 41, из них I разряда — 17, I и II — 4, II — 10, II и III — 10; в них обучалось около 20 тысяч человек и только каждый пятый выдержал испытание на судоводительское звание. Для получения первого звания требовались знания математики, географии, навигации и 16 месяцев морской практики; для второго звания 24 месяца мореходной практики и в дополнение к первому знания мореходной астрономии, письмоводства и счетоводства, а для штурманов ещё и морская география, и один иностранный язык; шкипер дальнего плавания вдобавок должен был знать судостроение, пароходную механику, морское законодательство, английский язык и иметь 36 месяцев практики (из них 12 — штурманской).

## Реорганизация
В 1902 году вышло новое Положение о мореходных учебных заведениях Министерства финансов, по которому мореходные классы были закрыты и вместо них организовывались 2-х классные училища каботажного плавания и 3-х классные — дальнего плавания. Были открыты также 2-х и 3-х классные шестимесячные мореходные школы для практиков, которые имели уже подготовку в объёме начальной школы и плавстаж не менее года и 3-х классные восьмимесячные подготовительные мореходные школы для подростков, не имевших начального образования. Учебные планы мореходных училищ и школ по своему объёму превосходили планы мореходных классов.